# جوآن کرافورد (بازیکن بسکتبال)
جوآن کرافورد (انگلیسی: Joan Crawford؛ زادهٔ ۲۲ اوت ۱۹۳۷) بازیکن بسکتبال اهل ایالات متحده آمریکا است.
از باشگاه‌هایی که در آن بازی کرده‌است می‌توان به اشاره کرد.